# Os Deuses Devem Estar Loucos II
The Gods Must Be Crazy II (prt: Os Deuses Devem Estar Loucos II; bra: Os Deuses Devem Estar Loucos 2, ou Os Deuses Devem Estar Loucos II) é um filme botsuano-sul-africano-estadunidense de 1989, do gênero comédia, dirigido por Jamie Uys.

## Sinopse
Este filme, sequência de The Gods Must Be Crazy, conta a história dos filhos de Xixo, o bosquímano do Calaári do primeiro filme, que caem dentro de um caminhão de caçadores ilegais e são levados, obrigando Xixo a ir atrás deles, encontrando no caminho várias pessoas do mundo ocidental e provocando várias confusões.

## Elenco
- N!xau...Xixo
- Lena Farugia...Dr. Ann Taylor
- Hans Strydom...Dr. Stephen Marshall
- Eiros...Xiri
- Nadies...Xisa
- Erick Bowen...Mateo
- Treasure Tshabalala...Timi
- Pierre van Pletzen...George
- Lourens Swanepoel...Brenner
- Richard Loring...Jack